# Kłosówka
Kłosówka (Holcus) – rodzaj bylin należących do rodziny wiechlinowatych. Należy do niego 12 gatunków występujących w Eurazji i północnej Afryce. Do flory Polski należą dwa gatunki – kłosówka miękka H. mollis i kłosówka wełnista H. lanatus.

## Systematyka
Synonimy taksonomiczne
Ginannia Bubani, Nothoholcus Nash in N. L. Britt. et A. Brown, Notholcus Nash ex Hitchcock in Jepson, Sorgum Adanson
Pozycja systematyczna według APweb (aktualizowany system APG IV z 2016)
Rodzaj należący do rodziny wiechlinowatych (Poaceae), rzędu wiechlinowców (Poales). W obrębie rodziny należy do podrodziny wiechlinowych (Pooideae), plemienia Poeae, podplemienia Holcinae.
Pozycja w systemie Reveala (1994–1999)
Gromada okrytonasienne (Magnoliophyta Cronquist), podgromada Magnoliophytina Frohne & U. Jensen ex Reveal, klasa jednoliścienne (Liliopsida Brongn.), podklasa komelinowe (Commelinidae Takht.), nadrząd Juncanae Takht., rząd wiechlinowce (Poales Small), rodzina wiechlinowate (Poaceae (R. Br.) Barnh.), plemię Holceae J. Presl, rodzaj kłosówka (Holcus L.).
Wykaz gatunków
- Holcus annuus Salzm. ex C.A.Mey.
- Holcus azoricus M.Seq. & Castrov.
- Holcus caespitosus Boiss.
- Holcus gayanus Boiss.
- Holcus grandiflorus Boiss. & Reut.
- Holcus hierrensis (Stierst.) Stierst. & M.Seq.
- Holcus × hybridus Wein
- Holcus lanatus L. – kłosówka wełnista
- Holcus mollis L. – kłosówka miękka
- Holcus notarisii Nyman
- Holcus pintodasilvae M.Seq. & Castrov.
- Holcus rigidus Hochst.
- Holcus setiger Nees